# Ройтиген
Ройтиген (нем. Reutigen) — коммуна в Швейцарии, в кантоне Берн.
До 2009 года входила в состав округа Нидерзимменталь, с 2010 года входит в округ Тун. Официальный код — 0767.
Население на 31 декабря 2022 года составляло 1033 человека. 1 января 2024 года в состав Ройтигена вошла бывшая коммуна Цвизельберг (население на 31.12.2022 — 318 человек).